# مرده‌شبح
مرده‌شبح (نام علمی: Necromanis) نام یک سرده از کلاد نارام‌زیان است.